# Portmore
Portmore er en by i det sydlige Jamaica, med et indbyggertal (pr. 2005) på cirka 103.000. Byen ligger på kysten til det Caribiske hav, kun få kilometer fra hovedstaden Kingston.
17°58′N 76°52′V / 17.967°N 76.867°V